# Biblioteca de Moià
La Biblioteca de Moià està ubicada a l'edifici conegut com a Casa Coma o Cal Cristo, al carrer de Sant Josep, 12 i dins l'entorn del parc municipal. S'hi organitzen tot tipus d'activitats, com el club de lectura, tallers, l'hora del conte, presentacions de llibres o formació d'usuaris. Ofereix diversos serveis d'extensió bibliotecària, com són el préstec a entitats i residències d'avis, serveis específics per a les escoles o la bibliopiscina.

## Història
La Biblioteca de Moià fou inaugurada el 16 d'agost de 1935, impulsada per l'Associació Pro-Monument Francesc Viñas i sota la direcció de la Caixa de Pensions. Era un equipament excepcional per a l'època, amb 155m² i amb trenta-dos punts de lectura i amb una decoració clàssica que seguia les pautes del seu temps. El seu fons documental constava de 1.575 llibres i quinze capçaleres de revistes.
Durant la Guerra Civil, la bibliotecària Lourdes Solà va obrir el centre pràcticament cada dia, malgrat les dificultats. Pel gener de 1939, amb l'entrada del bàndol nacional al poble, la biblioteca va tancar durant nou mesos, en els quals va ser saquejada i un total de 165 llibres van desaparèixer. A partir d'aquell moment, es va imposar la llengua castellana en tots els tràmits corresponents a gestió diària de la biblioteca, i es va deixar de fer el préstec individual, que no es va restituir fins al 1971.
Els primers canvis en les instal·lacions de la biblioteca no es van fer fins als anys cinquanta quan s'hi va instal·lar calefacció de carbó amb els seus corresponents radiadors. Però no va ser fins als anys 1978-1979 que es va dur a terme una remodelació completa de les instal·lacions, tant pel que fa al mobiliari –noves prestatgeries, augment dels punts de lectura gràcies al canvi de taules i cadires..- com a la disposició de l'espai, dividit a partir d'aquell moment en una zona per a infants i una altra per a adults, així com una nova il·luminació.
En el 1997, i després que la Caixa dissolgués la seva Xarxa de Biblioteques, l'ajuntament es va fer càrrec de la biblioteca, malgrat que la Caixa seguia aportant el fons documental i va atorgar a l'ajuntament vint milions de pessetes per a engrandir la biblioteca i adaptar-la als mínims exigits per la Xarxa de Biblioteques Populars de la Diputació de Barcelona per tal d'integrar-la a la seva organització.
A partir d'aquest moment es projecten per a la biblioteca dues grans fases de remodelació: la primera, inaugurada en el 1999, representava l'ampliació de la planta baixa i la informatització dels processos de treball, i la segona, inaugurada en el 2006 va representar l'adequació del primer pis de l'edifici per dotar la biblioteca de més serveis, com la secció d'audiovisuals i espai wifi, i de més superfície l'espai disponible.
La biblioteca va ser seu electoral durant el referèndum de l’1 d’octubre del 2017. Arran d’aquest fet, al 2018 va sorgir una iniciativa popular on es recollir més de 500 firmes per tal que la biblioteca es passés a anomenar Biblioteca Municipal 1 d’octubre. La iniciativa va ser aprovada i ratificada per unanimitat pel Ple de l’Ajuntament, i des del mes d’agost del 2018 es va oficialitzar el canvi de nom.

## Serveis destacats

### Maletes viatgeres
"Maletes viatgeres al món dels contes", és un projecte engegat a finals del 2003 per a iniciar-lo amb les escoles de Moià a principis del 2004. Aquest projecte ha anat creixent fins que en l'actualitat s'ha consolidat preparant dues maletes per classe des de les escoles bressol (I1 i I2) fins a I5 (5 anys).
Aquestes maletes van itinerant de forma que cada nen o nena té la maleta a casa durant una setmana. Dins de cada maleta els pares i mares hi troben un conte per explicar cada dia de la setmana, una llibreta per a valorar l'experiència, opinar, fer propostes... i un decàleg amb deu pistes per a crear hàbits lectors.
Es pretén que el fet de mirar/llegir contes sigui un joc més dels habituals del dia, de manera que s'integri en els hàbits del nen. Alhora hom vol conscienciar els pares sobre el paper important que juga la família l'hora de crear hàbits lectors en els seus fills.
L'experiència es porta a terme, a més de Moià, a tota la ZER Moianès, amb la col·laboració del Centre de Recursos Pedagògics, i actualment s'ha estès a altres biblioteques de la Xarxa de Biblioteques Municipals (Diputació de Barcelona).

### Préstec a domicili
Aquest servei es va inaugurar en el 2008. La idea principal és facilitar l'ús de la biblioteca de franc a totes les persones que per alguna raó de mobilitat o disminució, temporal o no, no es poden desplaçar. I va especialment adreçat a les diferent llars i residències per a la gent gran de la població.